# Manifestacje 31 sierpnia 1982 r. we Wrocławiu
Manifestacje 31 sierpnia 1982 r. we Wrocławiu, znane również jako bitwa wrocławska 1982 r. – zorganizowana 31 sierpnia 1982 we Wrocławiu największa w Polsce uliczna demonstracja podczas stanu wojennego, w której udział wzięło od 50 do 70 tysięcy ludzi.
Manifestacja zorganizowana 31 sierpnia 1982 r. odbyła się w rocznicę podpisanych dwa lata wcześniej porozumień sierpniowych.

## Przebieg demonstracji
W przeciągu kilku godzin całe śródmieście miasta pokryło się siecią barykad. Do pierwszych walk ulicznych doszło ok. godziny 14:14 na Placu Czerwonym (obecnie pl. Solidarności). Demonstrantom udało się wtedy podpalić transporter opancerzony, trafiając go koktajlem Mołotowa. Tam też został śmiertelnie postrzelony Kazimierz Michalczyk, 27-letni tokarz z zakładów ELWRO. Do użycia ostrej amunicji przez milicję doszło na placu Kirowa (obecnie placu Orląt Lwowskich), gdzie ostrzelano demonstrantów z broni palnej. Długotrwałe walki toczyły się także na ul. Mazowieckiej, na której zgromadziło się kilka tysięcy młodych ludzi. Tłumiony przez ZOMO pokojowy protest przerodził się w regularną bitwę. Demonstranci budowali barykady z ławek, kubłów na śmieci i innych przedmiotów, skandowali antykomunistyczne hasła oraz śpiewali pieśni patriotyczno-religijne. Byli uzbrojeni w kamienie, proce, koktajle Mołotowa i wszystkim, czego można było użyć do ataku, przeciw służbom uzbrojonym w pałki, armatki wodne, granaty z gazem łzawiącym i ostrą amunicję.
Na Moście Grunwaldzkim protestujący trafili koktajlem Mołotowa w milicyjny gazik, który zapalił się, po czym wybuchł. Na placu 1 Maja (obecnie Jana Pawła II) milicyjna ciężarówka przejechała działacza Solidarności Walczącej Jarosława Hyka. Mężczyzna dostał się pod koła pojazdu, jednak szczęśliwie przeżył wypadek. Całe zajście zostało sfilmowane przez fotografa Wojciecha Wójcika, a film przerzucono na Zachód, jednocześnie błędnie informując, że przejechany zmarł. Największe z barykad utworzono na ulicy Świerczewskiego, przy skrzyżowaniu ulicy Świdnickiej i trasy W-Z. Walki toczono też w rejonie ulicy Grabiszyńskiej, Popowic, przy PaFaWaGu, Dolmelu, na Pereca, Legnickiej, Braniborskiej, Mazowieckiej, na placu Dzierżyńskiego i placu Grunwaldzkim.
W tłumieniu demonstracji wzięło udział 4313 funkcjonariuszy ZOMO i innych jednostek milicji, 1200 żołnierzy WOP i 800 żołnierzy WSW oraz LWP. Zamieszki trwały do późnych godzin nocnych. Siły milicji zdobyły ostatnią barykadę o ok. godz. 3:15 nad ranem.

## Ofiary
Podczas demonstracji śmiertelnie postrzelony został jej świadek Kazimierz Michalczyk – 27-letni tokarz z ELWRO we Wrocławiu, który w wyniku odniesionych ran zmarł 2 września 1982. Pięć dni później odbył się jego pogrzeb na Cmentarzu Grabiszyńskim, który przybrał formę patriotycznej manifestacji. Śledztwa w sprawie śmierci robotnika prowadzono w latach 1982–1983 oraz 1991–1992, jednak oba postępowania zostały umorzone z powodu niewykrycia winnych. Tego dnia oprócz Kazimierza Michalczyka, na ulicach Lubina, Gdańska, Częstochowy i Kielc zginęło jeszcze sześciu demonstrantów: Michał Adamowicz, Andrzej Trajkowski, Mieczysław Poźniak, Piotr Sadowski, Stanisław Rak, Eugeniusz Wiłkomirski, zaś tysiące uczestników poddano dotkliwym represjom. Byli internowani, zwalniani z pracy, obciążani grzywnami oraz szykanowani.

## Upamiętnienie
- W połowie lat 90. imieniem Kazimierza Michalczyka nazwano jedną z wrocławskich ulic[2].

- W 2016 swoją premierę miał film dokumentalny „Bitwa Wrocławska” (reż. Beata Januchta)[4][5].